# Mathew Leckie
Mathew Allan Leckie, född 4 februari 1991 i Melbourne, är en australisk fotbollsspelare som spelar för Melbourne City. Han representerar även Australiens fotbollslandslag.

## Karriär
Den 5 juni 2021 återvände Leckie till Australien för spel i Melbourne City, där han skrev på ett treårskontrakt. I maj 2024 förlängde Leckie sitt kontrakt med två år.